# Mélodie Collard
Mélodie Collard (* 29. Juni 2003 in Gatineau) ist eine kanadische Tennisspielerin.

## Karriere
Collard begann mit sechs Jahren mit dem Tennisspielen und bevorzugt laut ITF-Profil Sandplätze. Sie spielt vor allem auf der ITF Women’s World Tennis Tour, wo sie bislang einen Titel im Doppel gewinnen konnte.
Im Juniorinnendoppel der French Open 2019 erreichte sie mit ihrer Partnerin Leylah Annie Fernandez das Achtelfinale, im Juniorinnendoppel der US Open 2019 mit ihrer Partnerin Wong Hong-yi das Halbfinale.

## Turniersiege

### Doppel
| Nr. | Datum            | Turnier  | Kategorie   | Belag             | Partnerin        | Finalgegnerinnen                | Ergebnis  |
| --- | ---------------- | -------- | ----------- | ----------------- | ---------------- | ------------------------------- | --------- |
| 1.  | 26. Oktober 2019 | Saguenay | ITF $60.000 | Hartplatz (Halle) | Leylah Fernandez | Samantha Murray Bibiane Schoofs | 7:63, 6:2 |

## Finalteilnahmen

### Doppel
| Nr. | Datum            | Turnier | Kategorie   | Belag             | Partnerin        | Finalgegnerinnen               | Ergebnis  |
| --- | ---------------- | ------- | ----------- | ----------------- | ---------------- | ------------------------------ | --------- |
| 1.  | 2. November 2019 | Toronto | ITF $60.000 | Hartplatz (Halle) | Leylah Fernandez | Robin Anderson Jessika Ponchet | 6:77, 2:6 |